# Etiez
Etiez ist ein Weiler in der politischen Gemeinde Val de Bagnes im Schweizer Kanton Wallis. 

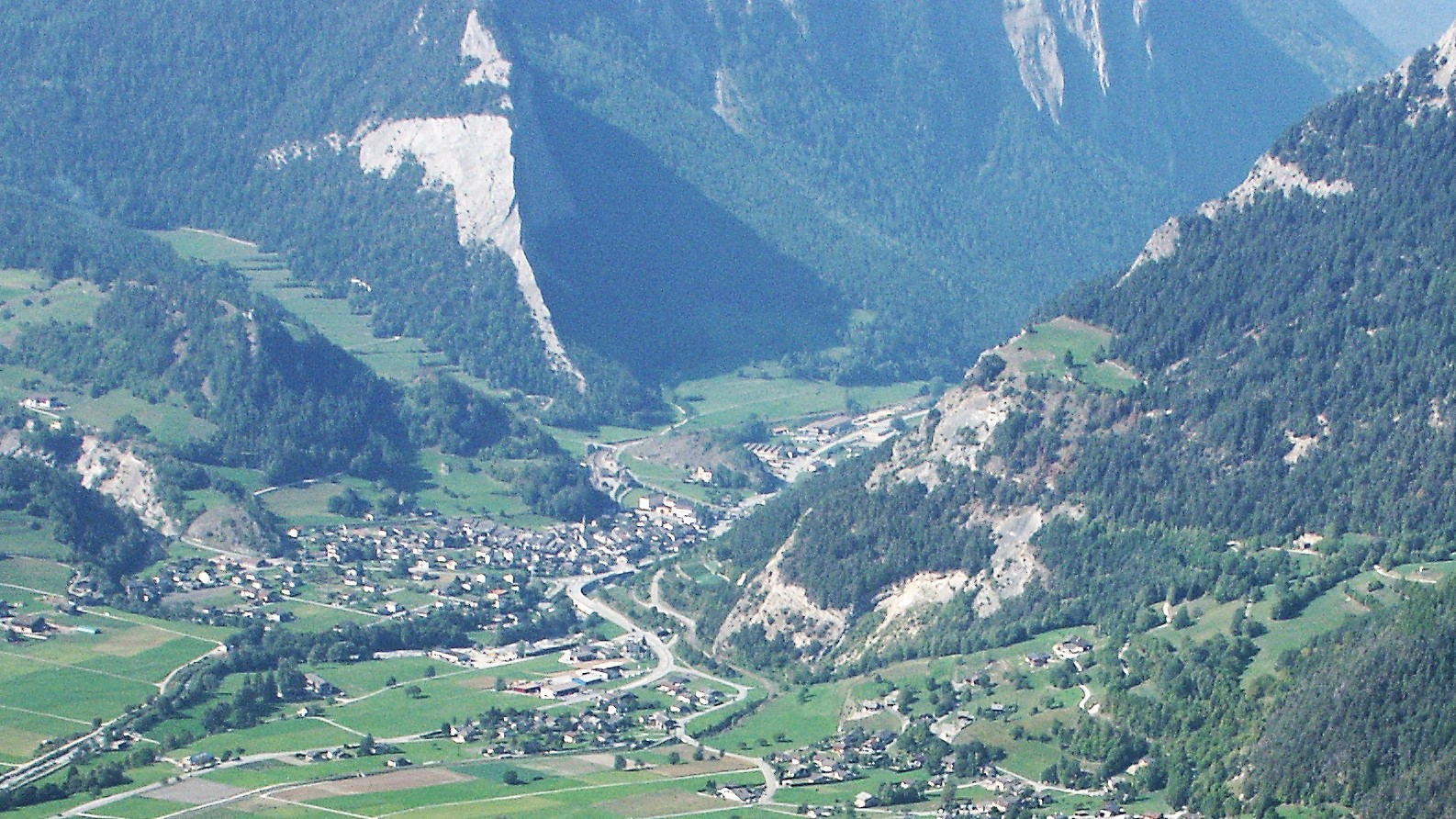
Etiez rechts der Dranse; dahinter auf der gegenüberliegenden Talseite befindet sich Sembrancher.

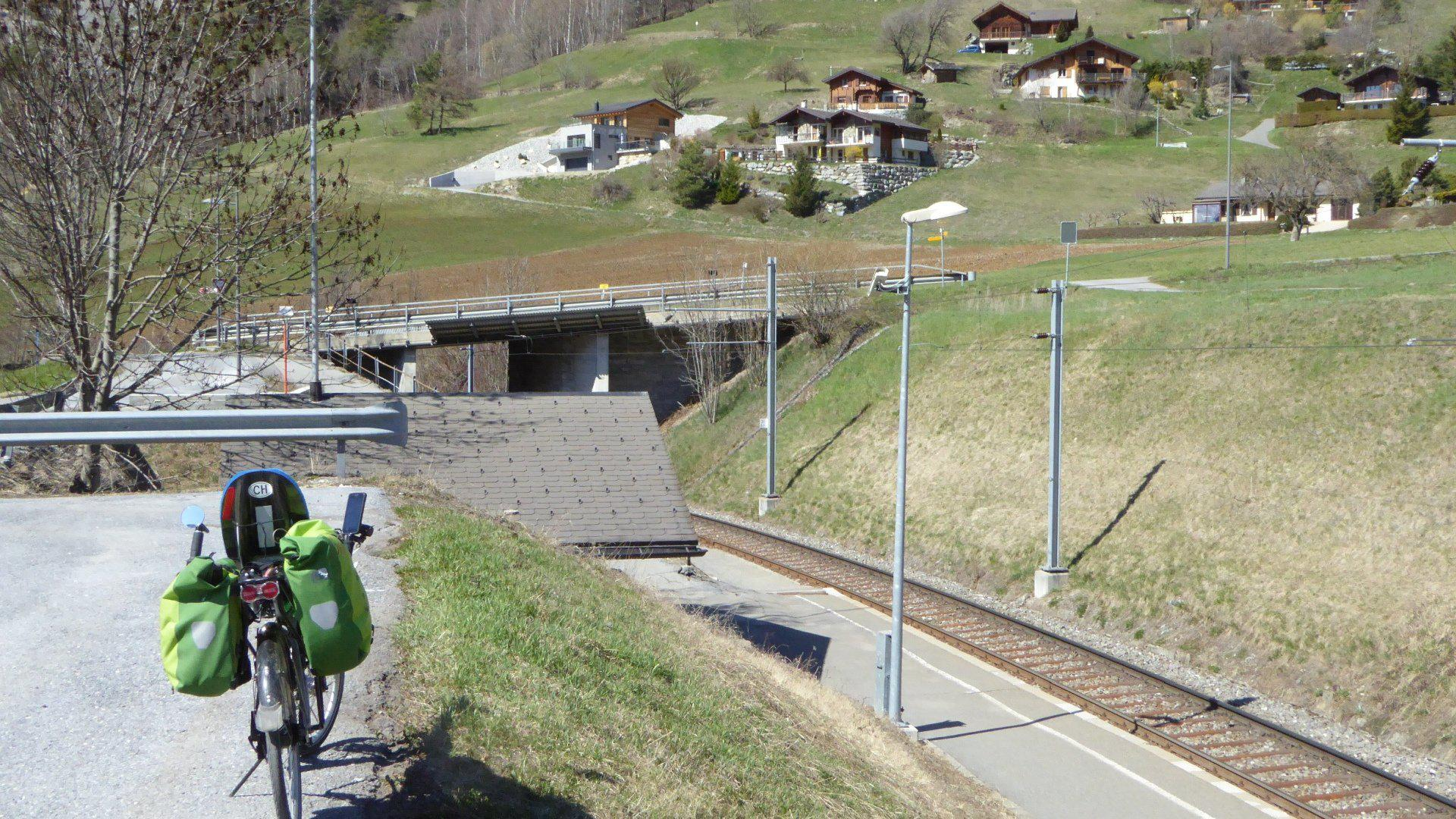
Bahnhaltestelle Etiez

Etiez liegt im Val de Bagnes am Fuss des Schwemmkegels von Vollèges auf der rechten Seite der Dranse auf einer Höhe von rund 750 Meter über Meer. Etiez war bis 2020 Teil der ehemaligen politischen Gemeinde Vollèges.
Etiez hat eine Haltestelle an der Bahnlinie Martigny–Le Châble der Transports de Martigny et Régions (TMR).
Seit 1998 verarbeitet die Molkerei Etiez täglich durchschnittlich 5000 Liter Milch.

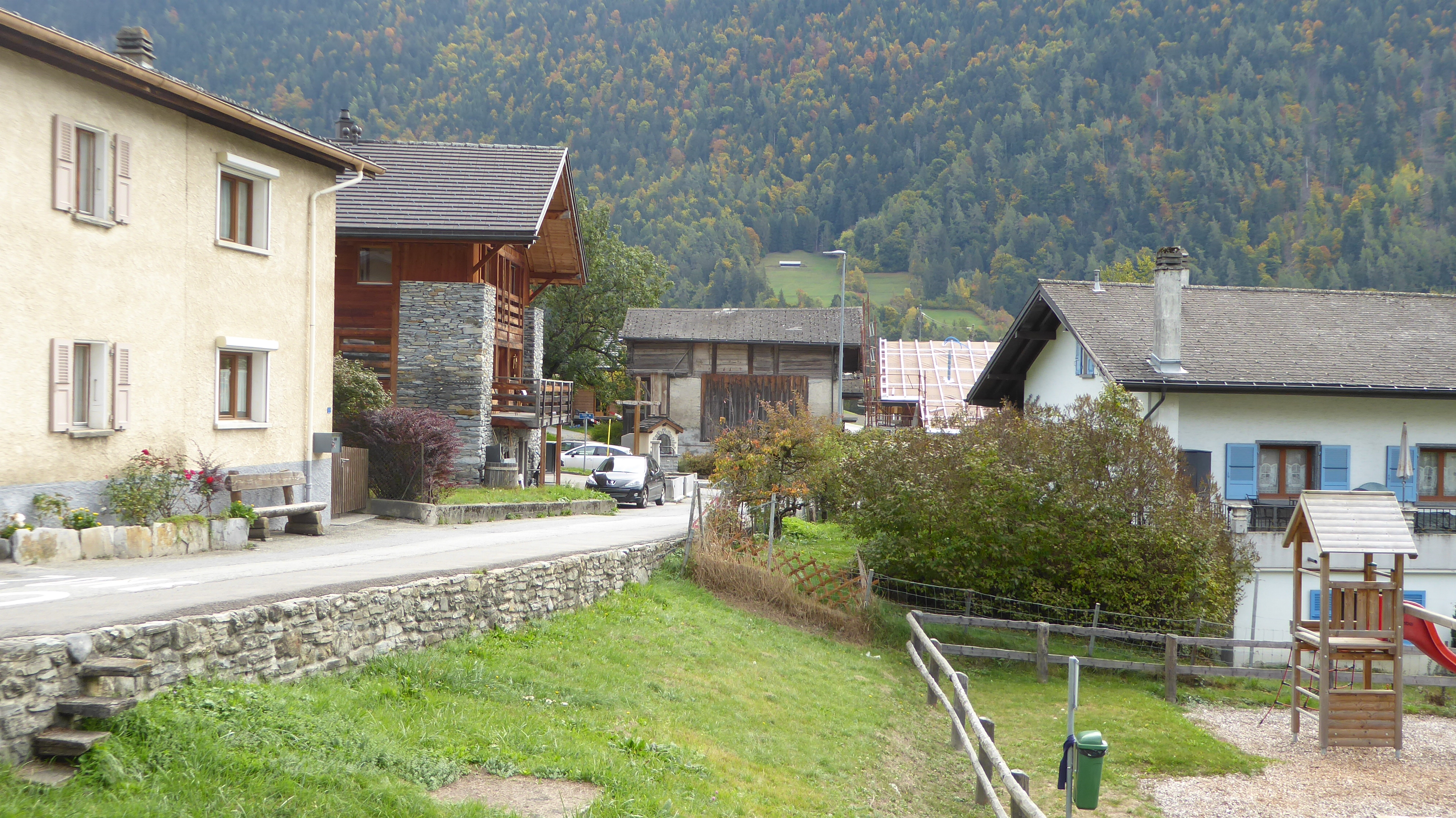
Etiez - Rue Centrale
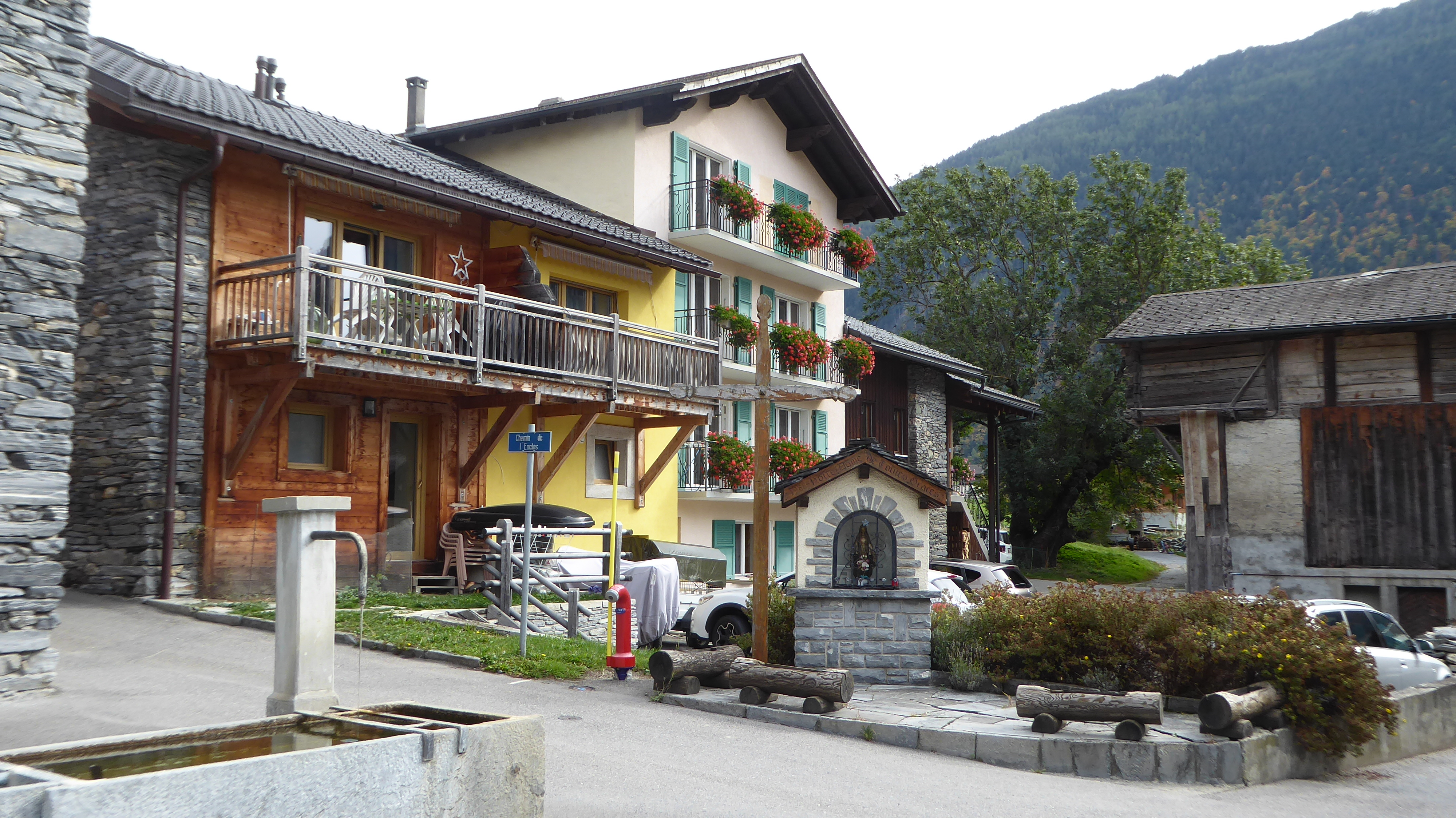
Zentrum